# T.J. Watt
Trent Jordan Watt, detto T.J. (Pewaukee, 11 ottobre 1994), è un giocatore di football americano statunitense che milita nel ruolo di outside linebacker per i Pittsburgh Steelers della National Football League (NFL).

## Carriera universitaria
Watt al college giocò a football con i Wisconsin Badgers dal 2013 al 2016. La sua carriera nel college football iniziò in salita a causa di un infortunio al ginocchio che lo tenne fuori dal campo per tutta la stagione 2014, fino all'estate successiva. Dopo aver passato i primi anni come tight end, nel 2015 si spostò in difesa. L'anno seguente mise a segno 59 tackle, 11,5 sack e un touchdown su ritorno di intercetto, venendo inserito nel First-team All-American da Sports Illustrated e nel Second-team dall'Associated Press. A fine stagione decise di dichiararsi eleggibile per il draft NFL.

## Carriera professionistica

### Pittsburgh Steelers

#### Stagione 2017
Watt fu scelto nel corso del primo giro (30º assoluto) del Draft NFL 2017 dai Pittsburgh Steelers. Debuttò come professionista partendo come titolare nella gara del primo turno contro i Cleveland Browns mettendo a segno 7 tackle, 2 sack e un intercetto nella vittoria per 21-18. La settimana successiva contro i Minnesota Vikings fu costretto a lasciare la gara per un infortunio all'inguine, venendo costretto a saltare la partita successiva. La sua stagione si concluse al secondo posto tra i debuttanti con 7 sack, venendo inserito nella formazione ideale dei rookie dalla Pro Football Writers of America.

#### Stagione 2018
Nella prima partita della stagione 2018, pareggiata contro i Cleveland Browns, Watt stabilì un primato personale di 3 sack sul quarterback avversario Tyrod Taylor che gli valsero il premio di miglior difensore dell'AFC della settimana. Dopo tre gare a secco, tornò a metterne a segno 3 nel quinto turno contro gli Atlanta Falcons, portandosi in testa alla classifica di specialità assieme al fratello J.J. e venendo premiato ancora come difensore della settimana. A fine stagione fu convocato per il suo primo Pro Bowl al posto dell'infortunato Jadeveon Clowney dopo avere concluso con 13 sack ed essersi classificato secondo nella lega con 6 fumble forzati.

#### Stagione 2019
Alla fine del novembre 2019 Watt fu premiato come difensore della mese della AFC dopo avere guidato la NFL a pari merito con 6,5 sack, oltre a 16 tackle e 2 fumble forzati. A fine stagione fu convocato per il suo secondo Pro Bowl e inserito nel First-team All-Pro dopo avere messo a segno 14,5 sack (quarto nella NFL) e 8 fumble forzati (primo).

#### Stagione 2020
Watt aprì la stagione 2020 con un intercetto su Daniel Jones nella vittoria sui New York Giants del primo turno. Sette giorni dopo mise a segno 2,5 sack e 2 placcaggi con perdita di yard nella vittoria sui Denver Broncos, venendo premiato come difensore della AFC della settimana. Alla fine di settembre fu premiato come miglior difensore della AFC del mese in cui mise a segno 3,5 sack e 5 placcaggi con perdita di yard. Vinse lo stesso premio anche a novembre in cui fece registrare 5,5 sack, 18 tackle (di cui 5 come perdita di yard) e 3 passaggi deviati. La sua annata si chiuse guidando la NFL in sack (15,0) e tackle for loss (23), venendo convocato per il suo terzo Pro Bowl (non disputato a causa della pandemia di COVID-19) e inserito nel First-team All-Pro.

#### Stagione 2021
Il 9 settembre 2021 Watt firmò con gli Steelers un rinnovo contrattuale quadriennale del valore di 112 milioni di dollari che lo rese il difensore più pagato della NFL. Tre giorni dopo, nella prima gara della stagione, rispose con 2 sack e un fumble forzato nella vittoria sui Buffalo Bills. La settimana successiva fu costretto a lasciare la contesa per un infortunio all'inguine. Nel sesto turno fu premiato come difensore della settimana dopo due sack contro i Seattle Seahawks, di cui uno nei tempi supplementari che forzò un fumble fondamentale per la vittoria. Fu nuovamente premiato come difensore della settimana nel 13º turno grazie a 3,5 sack e un fumble forzato nella vittoria sui Ravens. Nell'ultimo turno pareggiò a il record NFL di Michael Strahan che risaliva a vent'anni prima con il suo sack numero 22,5. A fine stagione fu convocato per il suo quarto Pro Bowl e inserito nel First-team All-Pro. Il 10 febbraio 2022 Watt fu premiato come difensore dell'anno.

#### Stagione 2022
Nel primo turno del 2022 Watt si strappó un muscolo del petto contro i Cincinnati Bengals, venendo costretto a uno stop di sei settimane. A fine stagione fu convocato per il suo quinto Pro Bowl dopo 5,5 sack e 2 intercetti in 10 partite.

#### Stagione 2023
Nel primo turno della stagione 2023 Watt fu l'unica nota positiva della squadra di Pittsburgh, battuta nettamente dai San Francisco 49ers, mettendo a segno 3 sack su Brock Purdy. La settimana successiva raggiunse quota 81,5 sack in carriera, diventando il leader di tutti i tempi degli Steelers. Alla fine di settembre fu premiato come miglior difensore della AFC del mese in cui guidò la lega con sei sack. Nel quinto turno fu decisivo nel finale di partita quando prima recuperò un fumble di Lamar Jackson e poi mise a segno un sack sullo stesso Jackson su una situazione di quarto down che di fatto diede agli Steelers la vittoria sui Ravens. Due settimane dopo, grazie a un intercetto su Matthew Stafford dei Los Angeles Rams, raggiunse Lawrence Taylor quale unico altro giocatore con almeno 70 sack e almeno 7 intercetti nelle prime sette stagioni in carriera.
Nel decimo turno Watt superó il fratello J.J. al secondo posto per il maggior numero di sack nelle prime cento gare in carriera arrivando a quota 88. Due settimane dopo con 2 sack su Jake Browning dei Bengals raggiunse quota 91, il secondo giocatore della storia dopo Reggie White con almeno 90 sack nelle prime cento gare in carriera. Nella settimana 15 disputò la quinta gara stagionale con più di un sack mettendone a referto due nella sconfitta con gli Indianapolis Colts. Nell'ultimo turno mise a segno due sack ma subì anche un infortunio al legamento mediale collaterale nella vittoria sui Ravens. Per questa prestazione fu premiato come difensore della AFC della settimana. A fine stagione fu convocato per il suo sesto Pro Bowl e inserito nel First-team All-Pro dopo avere guidato la NFL per la terza volta con 19 sack.

#### Stagione 2024
Watt aprì la stagione con un sack (più due annullati per delle penalità) nella vittoria sugli Atlanta Falcons. Nel quinto turno divenne il secondo giocatore più rapido della storia a raggiungere i 100 sack in carriera. La settimana successiva forzò due fumble nella vittoria sui Raiders. Nell'ottavo turno fu premiato come difensore della AFC della settimana dopo avere messo a referto 7 placcaggi, 2 sack, un fumble forzato e uno recuperato nella vittoria nel Monday Night Football contro i Giants. A fine stagione fu convocato per il suo settimo Pro Bowl e inserito nel Second-team All-Pro dopo avere guidato la NFL con 6 fumble forzati ed essersi classificato secondo in placcaggi con perdita di yard (19) e ottavo in sack (11,5).

#### Stagione 2025

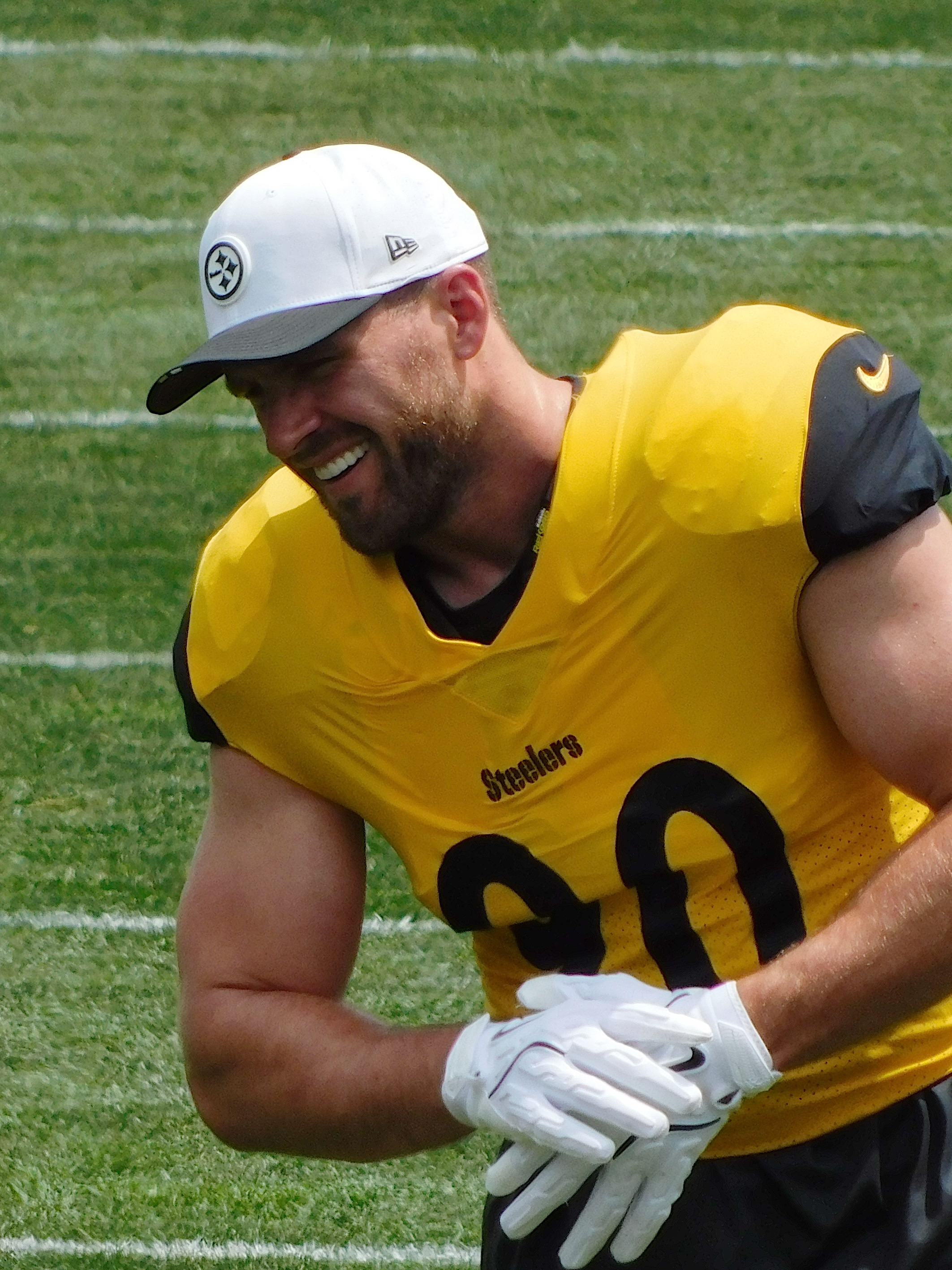
Watt nel training camp 2025

Il 17 luglio 2025 Williams firmò un rinnovo contrattuale triennale con gli Steelers per un valore complessivo di 123 milioni di dollari, diventando il giocatore non quarterback più pagato della lega con 41 milioni l'anno, superando il precedente record di 40,25 milioni l'anno di Ja'Marr Chase.

## Palmarès
- Difensore dell'anno: 1

2021
- Convocazioni al Pro Bowl: 7

2018, 2019, 2020, 2021, 2022, 2023, 2024
- First-team All-Pro: 4

2019, 2020, 2021, 2023
- Second-team All-Pro: 1

2024
- Difensore dell'AFC del mese: 4

novembre 2019, settembre e novembre 2020, settembre 2023
- Difensore dell'AFC della settimana: 8

1ª e 5ª del 2018, 2ª del 2020, 6ª, 13ª e 17ª del 2021, 18 del 2023, 8ª del 2024
- PFWA All-Rookie Team - 2017
- Leader della NFL in sack / Deacon Jones Award: 3 (record)

2020, 2021, 2023
- Leader della NFL in fumble forzati: 2

2019, 2024
- NFL Butkus Award: 1

2020

## Famiglia
Watt è fratello di J.J. Watt, ex giocatore degli Houston Texans e degli Arizona Cardinals e di Derek Watt, ex giocatore con cui ha militato dal 2020 al 2022 negli Steelers.